# Robert Bisson
Pour les personnes ayant le même patronyme, voir Bisson.
Robert Bisson, né à Paris le 10 mai 1909 et mort à Saint-Cloud le 6 juillet 2004, est un pharmacien et un homme politique français, député du Calvados de 1958 à 1981, maire de Lisieux de 1953 à 1977 et président du conseil général du Calvados de 1970 à 1979.

## Biographie
Robert Bisson fait des études de médecine et devient pharmacien. Il s'établit à Lisieux en 1932. Il entre au conseil municipal de la ville en 1947 et l'année d'après il en devient l'adjoint. En 1949, il est élu conseiller général du canton de Lisieux-2. C'est en 1953 qu'il est accède à la tête de la ville. Il se présente à la députation dans la circonscription de Lisieux-Falaise lors des législatives de 1958 où il est élu.
Il se fait réélire systématiquement dans tous les mandats électifs. En 1970, il devient le président du conseil général du Calvados. Il est président de la commission de surveillance de la Caisse des dépôts et consignations de 1973 à 1981. Il est signataire de l'« appel des 43 » en faveur d'une candidature de Valéry Giscard d'Estaing à l'élection présidentielle de 1974. Il se retire de la vie politique en 1981 en même temps qu'il quitte son officine.
Aujourd'hui l'hôpital de Lisieux porte son nom.

### Décorations
- Officier de la Légion d'honneur
- Chevalier des Palmes académiques
- Chevalier du Mérite agricole